# 87 km (rejon oriechowsko-zujewski)
87 km (ros. 87 км) – przystanek kolejowy w pobliżu miejscowości Kabanowskaja Gora, w rejonie oriechowsko-zujewskim, w obwodzie moskiewskim, w Rosji. Położony jest na nowym szlaku Kolei Transsyberyjskiej.